# U-20-Fußball-Asienmeisterschaft der Frauen 2024
Die 11. U-20-Fußball-Asienmeisterschaft der Frauen (offiziell: 2024 AFC U20 Women’s Asian Cup) wurde vom 3. bis zum 16. März 2024 in Usbekistan ausgetragen. Usbekistan war bereits als Gastgeber der wegen der Corona-Pandemie ausgefallenen U-20-Asienmeisterschaft der Frauen 2022 vorgesehen. Es treten acht Mannschaften zunächst in der Gruppenphase in zwei Gruppen und danach im K.-o.-System gegeneinander an. Titelverteidiger war Japan.
Das Turnier diente als asiatische Qualifikation für die U-20-Weltmeisterschaft der Frauen 2024 in Kolumbien. Die besten vier Mannschaften qualifizierten sich dafür. Nordkorea gewann das Turnier durch einen 2:1-Sieg im Finale gegen Titelverteidiger Japan. Im Spiel um den dritten Platz konnte sich Australien mit 1:0 gegen Südkorea durchsetzen. Torschützenkönigin wurde die Japanerin Maya Hijikata mit vier Toren. Zur besten Spielerin des Turniers wurde die Nordkoreanerin Chae Un-yong ernannt.

## Teilnehmer

### Qualifikation
Von den 47 Mitgliedsverbänden der AFC meldeten sich 34 zur Teilnahme an. Da die drei besten Mannschaften der letzten Austragung, Japan, Nordkorea und Südkorea, direkt für die Endrunde gesetzt waren, gab es nur 31 Teilnehmer. Die Qualifikation fand wie seit 2019 erneut über zwei Runden statt. Die Gruppen beider Runden wurden als Miniturniere ausgetragen, bei denen je einer der Teilnehmer als Gastgeber einer Gruppe fungiert. Jede Mannschaft spielte einmal gegen jede andere ihrer Gruppe. 
Die Auslosung der ersten Runde fand am 3. November 2022 in Kuala Lumpur statt. Die Mannschaften wurden in sieben Vierer- und einer Dreiergruppe gelost, die vom 4. bis zum 12. März 2023 ausgetragen wurden. Die acht Gruppensieger qualifizierten sich für die zweiten Runde. Die Auslosung für diese fand am  statt. Dabei wurden zwei Vierergruppen gebildet, deren Spiele vom 1. bis zum 11. Juni 2023 ausgetragen wurden. Die jeweiligen Gruppensieger und -zweiten qualifizierten sich für die Endrunde. Der Gastgeber aus Usbekistan nahm ebenfalls an der Qualifikation teil, war aber automatisch für die Endrunde gesetzt.

### Auslosung
Die Gruppenauslosung fand am 12. Dezember 2023 in der malaysischen Hauptstadt Kuala Lumpur statt. Die Mannschaften wurden entsprechend ihren Platzierungen bei der letzten Austragung im November 2019 auf vier Lostöpfe verteilt und in vier Gruppen mit jeweils vier Mannschaften gelost. Gastgeber Usbekistan war bereits als Gruppenkopf der Gruppe A gesetzt.
- Lostopf 1: Usbekistan, Japan
- Lostopf 2: Nordkorea, Südkorea
- Lostopf 3: Australien, China
- Lostopf 4: Vietnam, Chinese Taipei

Die Auslosung ergab folgende Gruppeneinteilung:
| Gruppe A       | Gruppe B  |
| -------------- | --------- |
| Usbekistan     | Japan     |
| Südkorea       | Nordkorea |
| Australien     | China     |
| Chinese Taipei | Vietnam   |

## Gruppenphase
Die Gruppensieger und -zweiten qualifizierten sich für das Halbfinale, die Dritt- und Viertplatzierten schieden aus dem Wettbewerb aus. Bei Punktgleichheit zweier oder mehrerer Mannschaften wurde die Platzierung durch folgende Kriterien ermittelt:
1. Anzahl Punkte im direkten Vergleich
2. Tordifferenz im direkten Vergleich
3. Anzahl Tore im direkten Vergleich
4. Wenn nach der Anwendung der Kriterien 1 bis 3 immer noch mehrere Mannschaften denselben Tabellenplatz belegen, werden die Kriterien 1 bis 3 erneut angewendet, jedoch ausschließlich auf die Direktbegegnungen der betreffenden Mannschaften. Sollte auch dies zu keiner definitiven Platzierung führen, werden die Kriterien 5 bis 9 angewendet.
5. Tordifferenz aus allen Gruppenspielen
6. Anzahl Tore in allen Gruppenspielen
7. Wenn es nur um zwei Mannschaften geht und diese beiden auf dem Platz stehen, kommt es zwischen diesen zu einem Elfmeterschießen.
8. Niedrigere Anzahl Punkte durch Gelbe und Rote Karten (Gelbe Karte 1 Punkt, Gelb-Rote und Rote Karte 3 Punkte, Gelbe Karte auf die eine direkte Rote Karte folgt 4 Punkte)
9. Losziehung

### Gruppe A
| Pl. | Land           | Sp. | S | U | N | Tore    | Diff. | Punkte |
| --- | -------------- | --- | - | - | - | ------- | ----- | ------ |
| 1.  | Australien     | 3   | 3 | 0 | 0 | 007:100 | +6    | 09     |
| 2.  | Südkorea       | 3   | 2 | 0 | 1 | 020:200 | +18   | 06     |
| 3.  | Chinese Taipei | 3   | 1 | 0 | 2 | 002:900 | −7    | 03     |
| 4.  | Usbekistan     | 3   | 0 | 0 | 3 | 000:170 | −17   | 0      |

| 3. März 2024, 13:00 Uhr (9:00 Uhr MESZ) in Taschkent (Doʻstlik) |   |                |            |
| Südkorea                                                        | – | Australien     | 1:2 (1:0)  |
| 3. März 2024, 16:00 Uhr (12:00 Uhr MESZ) in Taschkent (JAR)     |   |                |            |
| Usbekistan                                                      | – | Chinese Taipei | 0:2 (0:0)  |
| 6. März 2024, 13:00 Uhr (9:00 Uhr MESZ) in Taschkent (Doʻstlik) |   |                |            |
| Chinese Taipei                                                  | – | Südkorea       | 0:6 (0:2)  |
| 6. März 2024, 16:00 Uhr (12:00 Uhr MESZ) in Taschkent (JAR)     |   |                |            |
| Australien                                                      | – | Usbekistan     | 2:0 (2:0)  |
| 9. März 2024, 13:00 Uhr (9:00 Uhr MESZ) in Taschkent (JAR)      |   |                |            |
| Usbekistan                                                      | – | Südkorea       | 0:13 (0:6) |
| 9. März 2024, 13:00 Uhr (9:00 Uhr MESZ) in Taschkent (Doʻstlik) |   |                |            |
| Australien                                                      | – | Chinese Taipei | 3:0 (2:0)  |

### Gruppe B
| Pl. | Land      | Sp. | S | U | N | Tore    | Diff. | Punkte |
| --- | --------- | --- | - | - | - | ------- | ----- | ------ |
| 1.  | Nordkorea | 3   | 2 | 1 | 0 | 008:100 | +7    | 07     |
| 2.  | Japan     | 3   | 2 | 0 | 1 | 012:100 | +11   | 06     |
| 3.  | China     | 3   | 1 | 1 | 1 | 007:400 | +3    | 04     |
| 4.  | Vietnam   | 3   | 0 | 0 | 3 | 001:220 | −21   | 0      |

| 4. März 2024, 13:00 Uhr (9:000 Uhr MESZ) in Taschkent (Doʻstlik) |   |           |            |
| Nordkorea                                                        | – | China     | 01:1 (0:0) |
| 4. März 2024, 16:00 Uhr (12:00 Uhr MESZ) in Taschkent (JAR)      |   |           |            |
| Japan                                                            | – | Vietnam   | 10:0 (3:0) |
| 7. März 2024, 13:00 Uhr (9:00 Uhr MESZ) in Taschkent (Doʻstlik)  |   |           |            |
| Vietnam                                                          | – | Nordkorea | 00:6 (0:5) |
| 7. März 2024, 16:00 Uhr (12:00 Uhr MESZ) in Taschkent (JAR)      |   |           |            |
| China                                                            | – | Japan     | 00:2 (0:1) |
| 10. März 2024, 13:00 Uhr (9:00 Uhr MESZ) in Taschkent (JAR)      |   |           |            |
| Japan                                                            | – | Nordkorea | 00:1 (0:1) |
| 10. März 2024, 13:00 Uhr (9:00 Uhr MESZ) in Taschkent (Doʻstlik) |   |           |            |
| China                                                            | – | Vietnam   | 06:1 (3:0) |

## Finalrunde

### Spielplan
|  | Halbfinale          | Halbfinale |            |   | Finale | Finale |
|  |                     |            |            |   |        |        |
|  | Australien          | 1          |            |   |        |        |
|  | Japan               | 5          |            |   |        |        |
|  |                     |            |            |   |        |        |
|  |                     |            |            |   |        |        |
|  | Japan               | 1          |            |   |        |        |
|  |                     | Nordkorea  | 2          |   |        |        |
|  |                     |            |            |   |        |        |
|  | Spiel um Platz drei |            |            |   |        |        |
|  |                     |            | Australien | 1 |        |        |
|  | Nordkorea           | 3          | Südkorea   | 0 |        |        |
|  | Südkorea            | 0          |            |   |        |        |

### Halbfinale
| 13. März 2024, 13:00 Uhr (9:00 Uhr MESZ) in Taschkent (Doʻstlik) |   |          |           |
| Nordkorea                                                        | – | Südkorea | 3:0 (1:0) |
| 13. März 2024, 16:00 Uhr (12:00 Uhr MESZ) in Taschkent (JAR)     |   |          |           |
| Australien                                                       | – | Japan    | 1:5 (1:1) |

### Spiel um Platz 3
| 16. März 2024, 13:00 Uhr (9:00 Uhr MESZ) in Taschkent (JAR) |   |          |           |
| Australien                                                  | – | Südkorea | 1:0 (0:0) |

### Finale
| Japan                                                                 | Japan | Nordkorea | Nordkorea |
| --------------------------------------------------------------------- | --- | --- | --------- |
| Japan                                                                 | \| Finale \| \| 16. März 2024 um 18:00 Uhr (14:00 Uhr MEZ) in Taschkent (JAR-Stadion) \| \| Ergebnis: 1:2 (1:1) \| \| Schiedsrichter: Dong Fangyu ( China) \| \| Spielbericht \|                                                                  | \| Finale \| \| 16. März 2024 um 18:00 Uhr (14:00 Uhr MEZ) in Taschkent (JAR-Stadion) \| \| Ergebnis: 1:2 (1:1) \| \| Schiedsrichter: Dong Fangyu ( China) \| \| Spielbericht \|                                            | Nordkorea |
| Japan                                                                 | Akari Kashima – Shinomi Koyama, Uno Shiragaki, Hiromi Yoneda, Rio Sasaki – Mao Kubota (46. Moka Hiwatari), Fuka Tsunoda, Aemu Oyama (77. Haruna Oshima), Suzu Amano – Maya Hijikata (46. Chinari Sasai), Ai Tsujisawa Cheftrainer: Michihisa Kanō | Chae Un-gyong – Kim Kang-mi, Oh Sol-song, Han Hong-ryon, Hwang Yu-yong – Chae Un-yong , Kim Song-ok (80. Choe Kang-ryon), Kim Song-gyong, Jon Ryong-jong – Pak Mi-ryong (82. Jong Kum), Choe Il-son Cheftrainer: Ri Song-ho | Nordkorea |
| Japan                                                                 | 1:0 Tsujisawa (20.) | 1:1 Jon R. (44.) 1:2 Jon R. (86.) | Nordkorea |
| Japan                                                                 | Oh S. (15.) | | Nordkorea |
| Finale                                                                | | |           |
| 16. März 2024 um 18:00 Uhr (14:00 Uhr MEZ) in Taschkent (JAR-Stadion) | | |           |
| Ergebnis: 1:2 (1:1)                                                   | | |           |
| Schiedsrichter: Dong Fangyu ( China)                                  | | |           |
| Spielbericht                                                          | | |           |

## Torschützinnenliste
Nachfolgend sind die besten Torschützinnen des Turnieres aufgeführt. Bei gleicher Anzahl an Toren sind die Spielerinnen zunächst nach der Anzahl der Vorlagen und anschließend nach den Spielminuten sortiert.
| Rang | Nat        | Spieler          | Tore | Vorlagen | Spielminuten |
| ---- | ---------- | ---------------- | ---- | -------- | ------------ |
| 01   | Japan      | Maya Hijikata    | 4    | 1        | 369          |
| 02   | Korea Sud  | Jeon Yu-gyeong   | 4    | 0        | 297          |
| 03   | Korea Sud  | Yang Eun-seo     | 3    | 2        | 169          |
| 04   | Korea Sud  | Hong Chae-bin    | 3    | 1        | 212          |
| 05   | Australien | Peta Trimis      | 3    | 1        | 375          |
| 06   | Japan      | Manaka Matsukubo | 3    | 0        | 240          |

Zu diesen besten Torschützen mit mindestens drei Toren kommen 11 weitere mit je zwei Toren und 28 weitere mit je einem Tor sowie zwei Eigentore.

## Schiedsrichterinnen
- Choki Om
- Dong Fangyu
- Ranjita Devi Tekcham
- Mahnaz Zokaee
- Asaka Koizumi
- Kim Yu-jeong
- Park Sejin
- Pansa Chaisanit
- Sunita Thongthawin
- Lê Thị Ly